# 施特恩-格拉赫实验

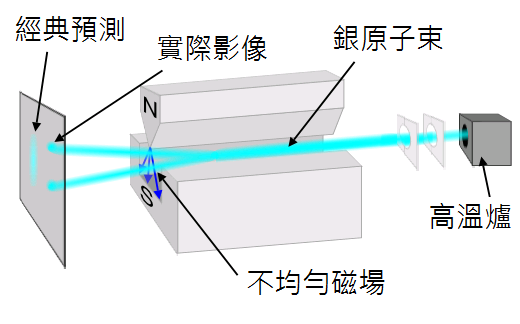
施特恩-格拉赫实验装置图

量子力學中的施特恩-格拉赫实验（英語：Stern-Gerlach experiment）为证实了原子角动量量子化的一个著名实验。該實驗由德国物理学家奧托·施特恩和瓦尔特·格拉赫完成。實驗的構想由施特恩在1921年提出，格拉赫於1922年初完成。
如图所示，施特恩-格拉赫实验设法令高温的银原子从高温炉中射出，经狭缝准直后形成一个原子射线束，而后银原子射线束通过一个不均匀的磁场区域，射线束在磁场作用下发生偏折，最后落在屏上。如果原子的磁矩可以任意取向，则屏上會出現一片黑斑。而实验发现屏上形成了几条離散、清晰的黑斑，表明银原子的磁矩只能取几个特定的方向，从而验证了原子角动量的投影是量子化的。施特恩-格拉赫实验是历史上第一次直接观察到原子磁矩取向量子化的实验。

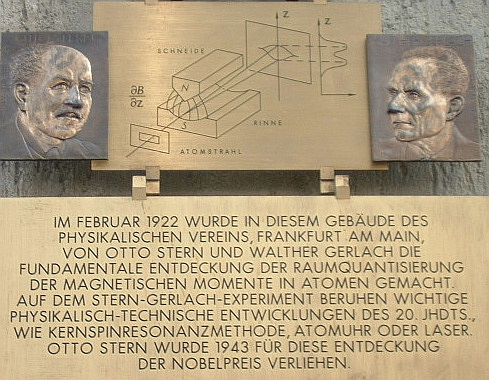
法兰克福大学纪念施特恩-格拉赫实验的铭牌

由于高温炉中的温度不足以令大多数原子从基态激发到激发态，施特恩-格拉赫实验主要显示的是基态原子的角动量和磁矩。如果只考虑原子的轨道角动量，屏上斑纹的条数应当是 {\displaystyle 2l+1} ，其中 {\displaystyle l} 是角量子数。对于锂、钠、钾、金、银、铜等原子，实验得到了两条斑纹，反推角量子数是1/2。而根据当时的理论，角量子数只能取整数，因此施特恩-格拉赫实验显示，原子中不只有轨道角动量，还应当有其他形式的角动量。此外，对氧原子所做施特恩-格拉赫实验得到5条斑纹，反推角量子数为2，与当时的理论不符。
如果在施特恩-格拉赫实验的屏上特定位置设置狭缝，可以选择只让某一能态的原子通过。这一技术广泛应用于拉比磁共振实验。

## 實驗概述
施特恩-格拉赫實驗將銀原子束射入一段非均強磁場並觀察其偏移。銀原子在高溫爐中被氣化，通過細縫將原子局限為一細束。原子束在到達屏前將經過一段非均強磁場。經典物理的理論預測屏上固化的銀原子的形狀是一條不間斷的細線。然而該磁場將原子束偏移到兩個不同的方向，在屏上形成兩個分開的細線。
實驗結果表明微觀粒子所具有的內禀角動量與經典力學中的角動量非常類似，但僅可以取量子化的值。另一重要結論是同一時刻僅能測量到粒子自旋的一個分量，這意味著測量自旋關於z-軸的分量將會「摧毀」關於自旋關於x-軸和y-軸的分量的訊息。
一般會使用電中性粒子進行此實驗，如銀原子。運動電荷在磁場下對路徑造成的偏移較大，因而難以觀察由自旋產生的偏移。
雖然在此實驗以前已經觀察到原子光譜一類的量子現象，但是施特恩-格拉赫實驗是科學家首次直接地觀察到不同量子態的分離。